# 比佐津媛
比佐津媛（ひさつひめ）は大分県日田市大字日高にある會所神社（よそじんじゃ）に祀られている女神で、『豊後国風土記』に登場する。久津媛ともかかれる。

## 概要
景行天皇が熊襲征伐の帰りに豊国日田郡に立ち寄った際に「ヒサツヒメ」と名乗る神が人に姿を変えて出迎え、郡内の様子を話したと『豊後国風土記』にある。日田の地名の由来となったとある。
一説には、邪馬台国の卑弥呼である、または、ほぼ同時期に同じような立場にあった女性が死後に神として祀られたものである、などといわれている。

## 會所神社

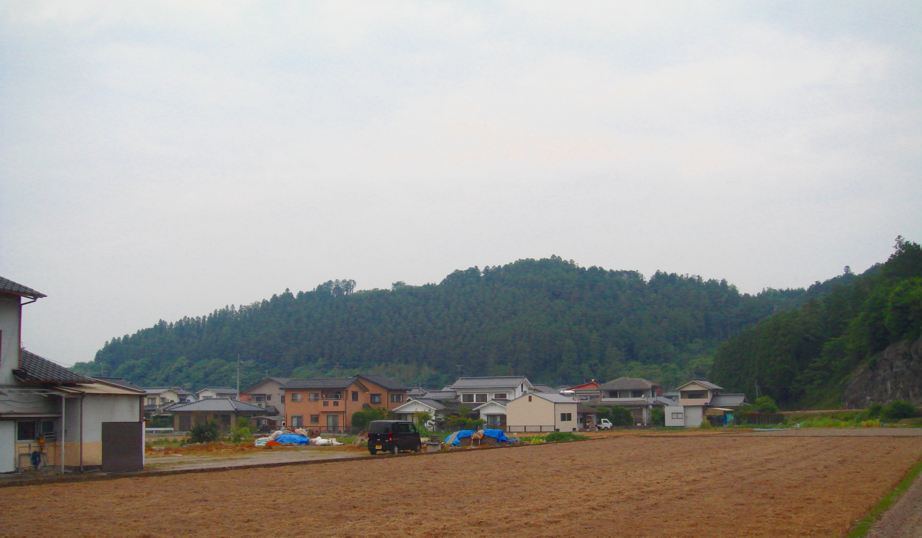
會所神社のある會所山
木立の低くなっている部分が山頂

久津媛が祀られている會所神社は、現在、日田市大字日高74番地に鎮座している。仲哀天皇・神功皇后・応神天皇・景行天皇・久津媛神が祀られている。創建は天安2年（858年）であるが、もとは、會所山（よそやま）山頂にあった久津媛神社に景行天皇と共に祀られていたものを山の中腹に新たに社を建てて合祀したもので、明治42年（1909年）に現在の場所に移された。